# Umbraculum ovale
Umbraculum ovale is een slakkensoort uit de familie van de Umbraculidae. De wetenschappelijke naam van de soort is voor het eerst geldig gepubliceerd in 1856 door Carpenter.